# Cèsar Pi-Sunyer i Bayo
Cèsar Pi-Sunyer i Bayo (Roses, Alt Empordà, 24 d'agost de 1905 - Mèxic 1997) és un bioquímic català nacionalitzat mexicà, mort en l'exili.

## Biografia
Fill d'August Pi i Sunyer i germà de Pere Pi-Sunyer i Bayo i Jaume Pi-Sunyer i Bayo. Es va llicenciar en farmàcia a la Universitat de Barcelona el 1927, i es va doctorar el 1931 a la Universitat de Madrid, amb la tesi Estudios sobre el metabolismo intermediario animal y vegetal de los hidratos de carbono. Després, pensionat per la Junta d'Ampliació d'Estudis, va viatjar a Alemanya, on va fer estudis de postgrau en els Instituts de Farmàcia, Bioquímica, Patologia i Biologia de la Universitat de Berlín durant dues anys.
Al seu retorn va començar com a assistent en el laboratori de bioquímica de l'Institut de Fisiologia de Barcelona, on va romandre durant tota la Segona República (1931-1939) i va arribar a ser cap de laboratori; a més de professor de bioquímica en la Universitat Autònoma de Barcelona i secretari de la Societat Catalana de Biologia des de 1933. Durant aquests anys va participar en diferents congressos a Madrid, Barcelona, i en 1935 va romandre un temps en Budapest per conèixer els avanços realitzats sobre el procés d'obtenció de la insulina injectable. Durant la Guerra Civil va seguir treballant, també com a cap de laboratori de l'Hospital Militar de Barcelona
En acabar la guerra civil espanyola es va exiliar a Mèxic, on n'adquirí la nacionalitat el 1941. Allí compaginà les activitats professionals com a director de Laboratorios Químicos SA amb la presidència de l'Institut Català de Cultura (1975-1978) i de l'Orfeó Català de Mèxic (1971-1974), i col·laborà en les revistes catalanes Quaderns de l'Exili, Nova Revista, Pont Blau i Xaloc de Mèxic, i Vida Nova de Montpeller. Va ser membre de la Societat Química Americana i en 1981, superada la dictadura, va ser nomenat acadèmic de la Reial Acadèmia de Medicina de Catalunya. El 1984 va rebre la Creu de Sant Jordi

## Obres
- Metabolismo intermediario de los hidratos de carbono (1932)[2]
- El complex vitamínic B (1933)[2]
- Curs de bioquímica i fisiologia de la contracció muscular (1934),[2]
- Descarboxilació biològica de la histidina a histamina (1954),[2]
- La bioquímica dels hidrats de carboni (1966) i[2]
- La presència dels catalans a Mèxic (1984).[2]